# Vincenzo de Cesati
Baron Vincenzo de Cesati (Milaan, 1806 - Napels, 1883) was een Italiaans botanicus. Hij doceerde botanica in Napels en was er directeur van de botanische tuin van 1866 tot 1883. 
Hij was, samen met Giovanni Passerini en Giuseppe Gibelli, mede-auteur van het omvangrijke Compendio della flora italica dat in 35 delen verscheen tussen 1868 en 1886.
Het plantengeslacht Cesatia uit de schermbloemenfamilie is naar hem genoemd.
Zijn standaardafkorting bij botanische namen is Ces., bijvoorbeeld bij de schimmel Ampelomyces quisqualis Ces.
- Bibliothèque nationale de France: cb103893219 (data)
- Author citation (botany): Ces.
- Stuttgart Database of Scientific Illustrators 1450–1950: 5024
- Gemeinsame Normdatei: 116480726
- International Standard Name Identifier: 0000 0000 7819 1098
- Library of Congress Control Number: n86802807
- Nationale Bibliotheek van Tsjechië: mub20221154169
- Nederlandse Thesaurus van Auteursnamen: 24321264X
- SNAC: w648890k
- Système universitaire de documentation: 148243304
- Museum of New Zealand Te Papa Tongarewa: 51419
- Virtual International Authority File: 59836833
- WorldCat: E39PBJfCCFDgkFw7FGp9FMh4MP